# Šarišské Michaľany
Šarišské Michaľany é um município da Eslováquia, situado no distrito de Sabinov, na região de Prešov. Tem 9,33 km² de área e sua população em 2018 foi estimada em 2.828 habitantes.

## Demografia
| Ano:        | 1994 | 2004   | 2014   | 2024   |
| ----------- | ---- | ------ | ------ | ------ |
| Broj ljudi: | 2621 | 2698   | 2855   | 2695   |
| Razlika:    |      | +2,93% | +5,81% | -5,60% |

| Ano:               | 2023 | 2024   |
| ------------------ | ---- | ------ |
| Número de pessoas: | 2700 | 2695   |
| Diferença:         |      | -0,18% |